# 巨化男孩
巨化男孩（英語：Colossal Boy），本名金姆·艾隆（Gim Allon），是DC漫画的一名超级英雄，因为被一颗放射性陨石突变，然后获得了能巨大化且变大能增加力量和防御的能力。是超级英雄军团的成员之一。

## 其他媒體
- 《無限正義聯盟》
- 《少年超人隊》